# 拉普特鲁瓦
拉普特鲁瓦（法語：Lapoutroie，法語發音：[laputʁwa] ⓘ）是法国上莱茵省的一个市镇，属于科尔马-里博维莱区。

## 地理
拉普特鲁瓦（48°9'9"N, 7°10'10"E）面积21.12 平方千米，位于法国大東部大區上莱茵省，该省份为法国东部内陆省份，是阿尔萨斯的一部分，今与下莱茵省组成了阿尔萨斯欧洲集体，其北临下莱茵省，西接孚日省，西南接贝尔福地区省，东侧沿莱茵河与德国相望，南与瑞士接壤。
与拉普特鲁瓦接壤的市镇（或旧市镇、城区）包括：拉巴罗什、奥尔贝、勒博诺姆、圣玛丽欧米讷、弗雷朗、凯瑟斯贝格-维尼奥布勒。
拉普特鲁瓦的时区为UTC+01:00、UTC+02:00（夏令时）。

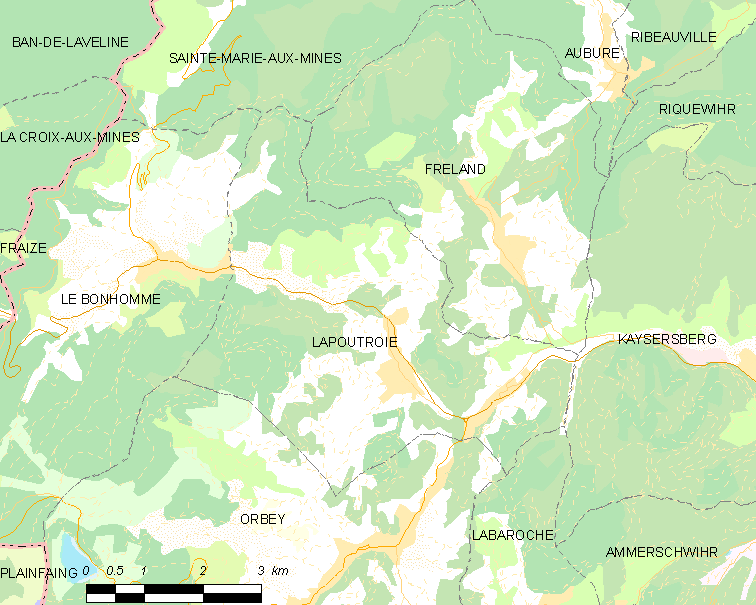
拉普特鲁瓦的OSM定位图

## 行政
拉普特鲁瓦的邮政编码为68650，INSEE市镇编码为68175。

## 政治
拉普特鲁瓦所属的省级选区为圣玛丽欧米讷县。

## 人口

1962-2008年间拉普特鲁瓦人口变化图示

拉普特鲁瓦于2022年1月1日时的人口数量为1872人。